# Hansi Kürsch
 (juillet 2017).
Si vous disposez d'ouvrages ou d'articles de référence ou si vous connaissez des sites web de qualité traitant du thème abordé ici, merci de compléter l'article en donnant les références utiles à sa vérifiabilité et en les liant à la section « Notes et références ».
Hansi Kürsch, né Hans Jürgen Kürsch le 10 août 1966 à Meerbusch, est le chanteur de Blind Guardian, un groupe de power metal allemand.

## Biographie
Le musicien et commerçant qui est né à Lank-Latum a fondé en 1985 avec André Olbrich, Marcus Siepen et Thomen Stauch, le groupe Lucifers Heritage qui s'appelle aujourd'hui Blind Guardian. Au début et jusqu'en 1996, il jouait aussi de la basse ; à présent Hansi, voulant se focaliser sur le chant, reste le chanteur du groupe qui est marqué par sa voix puissante.
Il est aussi l'auteur des textes, entièrement écrits en anglais, sauf une exception, le texte de Harvest of Sorrow, existant aussi en français, en italien et en espagnol. Ces textes sont souvent influencés par des histoires de fantasy (tout l'album Nightfall in Middle-Earth de 1998 raconte des histoires du roman Le Silmarillion de J. R. R. Tolkien) et de la mythologie, cependant les nouveaux textes de A Night at the Opera (2002) ne traitent pas seulement de chevaliers tuant des dragons mais abordent aussi des thèmes philosophiques (par exemple Punishment Divine sur Nietzsche), religieux (Precious Jerusalem ou Sadly Sings Destiny), historiques (Age of False Innocence) ou actuels (Wait for an answer, influencé par la situation après le 11 septembre) ; cette évolution est volontiers ignorée par beaucoup de critiques musicaux et de fans, ce dont il s'est accommodé.
Par ailleurs le chanteur travaille avec Jon Schaffer, le guitariste et principal compositeur du groupe de metal américain Iced Earth, au projet Demons & Wizards. Il participe au nouvel opus d'Ayreon pour l'album 01011001.
Il vit en famille avec sa femme Andrea et son fils Jonas. 
Son nom complet est Hans Jürgen Kürsch.

## Discographie

### Blind Guardian
Blind Guardian#Discographie

### Lucifer's Heritage
- Symphonies of Doom (Demo) (1985)
- Battalions of Fear (Demo) (1986)

### Demons & Wizards
- Demo 1999 (Demo) (1999)
- 2 Track Promo CD (Single) (1999)
- Demons and Wizards (1999)
- Heaven Denies / The Whistler (Single) (2000)
- Touched by the Crimson King (2005)
- Demons & Wizards / Touched by the Crimson King (Box set) (2008)
- Diabolic (Single) (2019)
- Midas Disease (Single) (2020)
- Wolves in Winter (Single) (2020)
- III (2020)

## Apparitions d'invités, autre travail et albums hommage

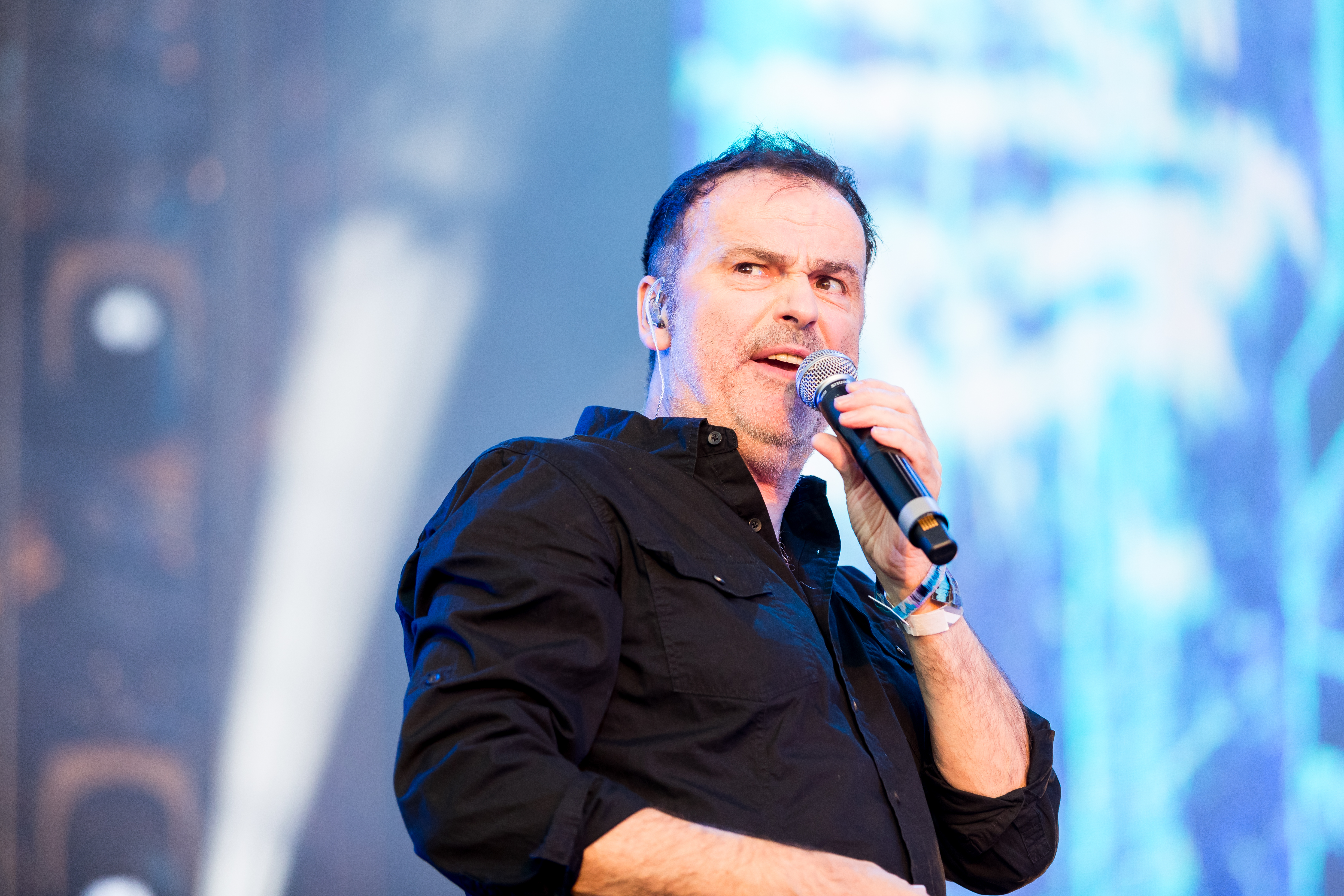
Kürsch au Wacken Open Air 2024

Fourni le chant principal, sauf indication contraire
- Gamma Ray: Land of the Free – "Rebellion in Dreamland", "Farewell", "Land of the Free" (1995)
- Grave Digger: Tunes of War – chœurs sur toutes les pistes (1996)
- Iron Savior: Iron Savior – "For the World" (1997)
- Nepal: Manifiesto  – "Besando La Tierra", "Estadio Chico" (1997)
- Edguy: Vain Glory Opera – "Out of Control", "Vain Glory Opera" (1998)
- Grave Digger: Excalibur – chœurs sur toutes les pistes (1999)
- Therion: Deggial (2000) – "Flesh of the Gods" (2000)
- Rage: Unity – chœurs sur toutes les pistes (2002)
- Angra: Temple of Shadows – "Winds of Destination" (2004)
- Nuclear Blast: Nuclear Blast All-Stars: Into the Light – "Slaves to the Desert" (2007)
- Aneurysm: Shades – "Reflection" (2007)
- Ayreon: 01011001 – représenté comme Forever (représenté par un symbole de croix celtique) dans "Age of Shadows", "Beneath the Waves", "Newborn Race", "The Fifth Extinction", "Unnatural Selection", "River of Time", "The Sixth Extinction" (2008)
- Dreamtone & Iris Mavraki's Neverland: Reversing Time – "To Lose the Sun" (2008)
- Azeroth: II - chœurs sur toutes les pistes (2008)
- Van Canto: Hero – "Take to the Sky" (2008)
- The Arrow: Lady Nite – "Never Say Never" (2009)
- Rage: Strings to a Web - chœurs sur toutes les pistes (2010)
- Rage: Strings to a Web Bonus DVD (Live at Wacken Open Air 2009) – "Set This World on Fire", "All I Want", "Invisible Horizons" (2010)
- Grave Digger: The Ballad of Mary – Rebellion 2010 (2011, EP)
- Grave Digger: The Clans Are Still Marching (2011) – "Rebellion (The Clans Are Marching)" (2011, album-live)
- Solar Fragment: In Our Hands – Inside the Circle (2011)
- Maegi: Skies Fall – "Those We've Left Behind" (2013)
- Heaven Shall Burn: Veto – "Valhalla" (2013)
- Iced Earth: Plagues Of Babylon – "Plagues of Babylon", "Democide", "Among the Living Dead", "Resistance", If I Could See You" (2014)
- The Unguided: Fragile Immortality – "Deathwalker" (2014)
- Disforia: The Age of Ether – "The Dying Firmament" (2014)
- Vexillum: Unum – "The Sentenced: Fire and Blood" (2015)
- Doro: Strong and Proud: 30 Years of Rock and Metal – "Rock Till Death", "All We Are" (2016, album-live)
- In Extremo: Quid Pro Quo – "Roter Stern" (2016)
- Hansen & Friends: XXX - Three Decades in Metal – "Follow the Sun" (2016)
- The Dwarves OST: "Children of the Smith" (Blind Guardian) (2016)
- Ayreon: The Source – a dépeint l'Astronome dans "The Day That the World Breaks Down", "Everybody Dies", "Star of Sirrah", "Run! Apocalypse! Run!", "Aquatic Race", "Into the Ocean", "Planet Y Is Alive!", "Journey to Forever", "The Human Compulsion" (2017)[1]
- Tarja: Feliz Navidad – "Feliz Navidad (Barbuda Relief and Recovery Charity version)" (2017, single)
- Orphaned Land: Unsung Prophets & Dead Messiahs – "Like Orpheus" (2018)
- Ayreon: Ayreon Universe – The Best of Ayreon Live – "River of Time", "Star of Sirrah", "Age of Shadows", "Everybody Dies", "The Eye of Ra" (2018, album-live)
- Judicator: The Last Emperor – "Spiritual Treason" (2018)
- ZiX: Rise from your Ashes your Grave – "Rise from your Ashes your Grave" (2018)
- Avantasia: Moonglow – "Book of Shallows", "The Raven Child" (2019)
- Hämatom: I Want It All (2019, single)
- Diamond Kobra: The Arrival – narrateur de l'Intro et l'Outro (2019)
- Númenor: Draconian Age – "Make the Stand (At the Gates of Erebor)" (2021)
- Corvus Corax: Era Metallum – "Lá í mbealtaine" (2022)
- Powerwolf: "Call of the Wild" (2022, single)
- Stranger Vision: Wasteland – "Wasteland" (2022)
- Saltatio Mortis: Finsterwacht feat. Blind Guardian (2024, single)
- Ayreon: 01011001 - Live Beneath the Waves - "Age of Shadows", "Beneath the Waves", "Newborn Race", "The Fifth Extinction", "Unnatural Selection", "River of Time", "The Sixth Extinction", "The Day That the World Breaks Down" (2024, album live)
- Saltatio Mortis: Darkenguard feat. Blind Guardian (2024, single)
- In Virtue: 70,000 Tons Of Metal (feat. Hansi Kursch, Nils Molin, Francesco Cavalieri, Michele Guaitoli, Lena Scissorhands, Kristin Starkey, Mikael Stanne, Rafael Bittencourt, Bruno Valverde, Ivan Giannini, 70k Survivors & Per Nilsson) (2024, single)
- InnerWish:  Sea of Lies (2024, single)

### Autre travail
- Pillow Killz - The 3rd Prophecy (Demo) (1990) - (producent)
- Pillow Killz - Pillow Killz (Compilation) (1994) - (producent) (tracks 1-4)

### Apparitions d'albums hommage
- Various artists: - A Tribute to Judas Priest: Legends of Metal Vol. 2 - "Beyond the Realms of Death" (Blind Guardian) (1996)
- Various artists: - Holy Dio (A Tribute To The Voice Of Metal: Ronnie James Dio) - "Don't Talk to Strangers" (Blind Guardian) (1999)